# كارل فريدريك هرمان
كارل فريدريك هرمان (بالألمانية: Karl Friedrich Hermann)‏ هو عالم لغوي كلاسيكي ألماني، ولد في 4 أغسطس 1804 في فرانكفورت في ألمانيا، وتوفي في 31 ديسمبر 1855 في غوتينغن في ألمانيا.